# Verordnung (EU) Nr. 655/2014 (vorläufige Kontenpfändungs-Verordnung)
Die Verordnung (EU) Nr. 655/2014 über die vorläufige Kontenpfändung (daher auch: vorläufige Kontenpfändungs-Verordnung, nichtamtliche Abkürzung: EuKoPfVO), unterzeichnet in Brüssel (Belgien) am 15. Mai 2014, soll jedem Gläubiger den alternativen Anspruch geben, vor der Einleitung der Hauptsacheverfahrens bzw. in jeder Phase des Rechtsstreits sicherstellen zu können, dass eine spätere in der Hauptsache ergehende gerichtliche Entscheidung auch vollstreckt werden kann. Diese Sicherung soll einem Gläubiger auch offenstehen, der bereits eine gerichtliche Entscheidung, einen gerichtlichen Vergleich oder eine öffentliche Urkunde erwirkt hat, mit der bzw. dem der Schuldner aufgefordert wurde, die Forderung des Gläubigers zu erfüllen.

## Ausgewählte Regelungen

### Anwendungsbereich
Nach Artikel 2 der VO gilt diese nur für Geldforderungen in Zivil- und Handelssachen bei grenzüberschreitenden Rechtssachen im Sinne des Artikels 3 der VO, ohne dass es auf die Art des Gerichts ankommt.
Die VO gilt insbesondere nicht für
- Steuer- und Zollsachen sowie verwaltungsrechtliche Angelegenheiten oder die Haftung des Staates für Handlungen oder Unterlassungen im Rahmen der Ausübung hoheitlicher Rechte („acta jure imperii“).
- die ehelichen Güterstände oder Güterstände aufgrund von Verhältnissen, die nach dem auf diese Verhältnisse anzuwendenden Recht mit der Ehe vergleichbare Wirkungen entfalten;
- das Gebiet des Testaments- und Erbrechts, einschließlich Unterhaltspflichten, die mit dem Tod entstehen;
- Forderungen gegenüber einem Schuldner, gegen den Insolvenzverfahren, Vergleiche oder ähnliche Verfahren eröffnet worden sind;
- die soziale Sicherheit;
- die Schiedsgerichtsbarkeit.
- Bankkonten, die nach dem Recht des Mitgliedstaats, in dem das Konto geführt wird, nicht gepfändet werden dürfen, noch für Konten, die im Zusammenhang mit dem Betrieb eines Systems im Sinne des Artikels 2 Buchstabe a der Richtlinie 98/26/EG[5] geführt werden.
- Bankkonten, die von oder bei Zentralbanken geführt werden, wenn diese in ihrer Eigenschaft als Währungsbehörden tätig werden.

### Sicherungsumfang
Der gerichtliche Beschluss zur vorläufigen Pfändung im Sinne dieser VO soll zur Sicherung
- bereits fälliger und
- noch nicht fällige Forderungen,[6]
- Forderungen aus einer unerlaubten Handlung oder einer Handlung, die einer unerlaubten Handlung gleichgestellt ist, sowie
- Klagen auf Schadenersatz oder auf
- Wiederherstellung des früheren Zustands, die auf eine mit Strafe bedrohte Handlung gestützt werden,

vom Gläubiger in Anspruch genommen werden können. Für noch nicht fällige Forderungen kann ein gerichtlicher Beschluss im Sinne dieser VO nur in Anspruch genommen werden, sofern diese Forderung sich aus einer bereits erfolgten Transaktion oder einem bereits eingetretenen Ereignis ergibt und ihre Höhe bestimmbar ist.
Eine vorläufige Kontenpfändung von Beträgen, die nach dem Recht des Vollstreckungsmitgliedstaats von der Pfändung freigestellt sind, ist nicht möglich.

### Höhe der vorläufigen Sicherung
Der Gläubiger hat die Möglichkeit, einen Beschluss zur vorläufigen Pfändung über einen Betrag
- in Höhe der Hauptforderung[10] oder
- über einen niedrigeren Betrag

zu beantragen. Letzteres könnte beispielsweise in seinem Interesse liegen, wenn er für einen Teil seiner Forderung bereits andere Sicherheiten erhalten hat.

### Zuständigkeit
Die Zuständigkeit liegt grundsätzlich bei den Gerichten des Unionsmitgliedstaats, dessen Gerichte in der Hauptsache zuständig sind, damit eine enge Verbindung zwischen dem Verfahren zum Erlass eines Beschlusses zur vorläufigen Pfändung und dem Verfahren in der Hauptsache gewährleistet ist.
Ist der Schuldner ein Verbraucher mit Wohnsitz in einem Unionsmitgliedstaat, so liegt die Zuständigkeit für den Erlass des Beschlusses über die vorläufige Kontenpfändung ausschließlich bei den Gerichten dieses Mitgliedstaats.

### Verfahren
Das Verfahren ist schriftlich und es obliegt dem Gläubiger sein Vorbringen mit ausreichenden Beweisen abzusichern.
Wird die vorläufige Kontenpfändung abgelehnt, so kann der Gläubiger gegen die Entscheidung des Gerichts binnen dreißig Tagen einen Rechtsbehelf einlegen.
Auch Dritte, die Rechte an einem Konto des Schuldners geltend machen können, können – sofern das nationale Recht dies zulässt – gegen die vorläufige Kontenpfändung Rechtsmittel einlegen.
Eine Vertretung durch einen Rechtsanwalt oder einen sonstigen Rechtsbeistand nicht verpflichtend, sofern dies das nationale Recht nicht vorsieht.
Der in einem Unionsmitgliedstaat erlassener Beschluss zur vorläufigen Pfändung wird in den anderen Unionsmitgliedstaaten anerkannt, ohne dass es eines besonderen Verfahrens bedarf, und ist in den anderen Mitgliedstaaten vollstreckbar, ohne dass es einer Vollstreckbarerklärung, Legalisation oder ähnliche Förmlichkeiten bedarf.

### Überraschungseffekt
Damit die vorläufige Pfändung überhaupt gewährleistet werden kann und damit sichergestellt wird, dass er ein nützliches Instrument für einen Gläubiger ist, soll der Schuldner grundsätzlich weder über den Antrag des Gläubigers informiert noch vor dem Erlass des Beschlusses angehört, noch vor Ausführung des Beschlusses in Kenntnis gesetzt werden (Überraschungseffekt).
Da keine vorherige Anhörung des Schuldners erfolgt, müssen innerstaatlich spezielle Garantien (z. B. Sicherheitsleistung durch den Gläubiger) zur Vermeidung des Missbrauchs des Beschlusses auf vorläufige Kontenpfändung und für den Schutz der Rechte des Schuldners vorgesehen werden.

### Missbrauchsprüfung und Missbrauchsverbot
Um den Missbrauch des Rechtsinstitutes der vorläufigen Pfändung zu verhindern, muss das Gericht die Bedingungen für den Erlass des Beschlusses zur vorläufigen Pfändung angemessen abwägen. Insbesondere, das Interesse des Gläubigers daran, einen Beschluss zu erwirken, und das Interesse des Schuldners daran, dass ein Missbrauch des Beschlusses verhindert wird.
Gelangt das Gericht auf Grundlage der vom Gläubiger oder gegebenenfalls dessen Zeuge(n) vorgelegten Beweismittel und Informationen nicht zu der Überzeugung, dass die vorläufige Pfändung des besagten Kontos oder der Konten gerechtfertigt ist, darf es den Beschluss nicht erlassen.
Dem Gläubiger ist es grundsätzlich untersagt, bei mehreren Gerichten gleichzeitig parallele Anträge auf Erlass eines Beschlusses zur vorläufigen Pfändung gegen denselben Schuldner zur Sicherung derselben Forderung zu stellen. Hat der Gläubiger einen gleichwertigen nationalen Beschluss bereits erwirkt hat, so muss er das Gericht unterrichten und dieses prüft unter Berücksichtigung aller Umstände des Falls, ob der Erlass des Beschlusses zur vorläufigen Pfändung im Ganzen oder in Teilen noch angemessen ist.
Der Schuldner kann jedenfalls gegen die vorläufige Kontenpfändung – nach der Pfändung – Rechtsmittel erheben und/oder die Freigabe der gepfändeten Guthaben beantragen, wenn er eine angemessene anderweitige Sicherheit leistet.

### Kontenauskunft
Der Gläubiger kann beantragen, dass das Gericht vor dem Erlass eines Beschlusses zur vorläufigen Pfändung die Informationen, die für die Ermittlung des Kontos des Schuldners erforderlich sind, von einer Auskunftsbehörde des Mitgliedstaats, in dem der Schuldner der Ansicht des Gläubigers nach ein Konto unterhält, einholt. Dabei werden zum Schutz der personenbezogenen Daten des Schuldners die erhaltenen Informationen über die Ermittlung des Bankkontos oder der Bankkonten des Schuldners nicht an den Gläubiger weitergegeben.

### Fristen
Um sicherzustellen, dass der Beschluss zur vorläufigen Pfändung rasch und zügig erlassen wird, sieht die Verordnung kurze Fristen von fünf bzw. zehn Tagen für den Abschluss der verschiedenen Verfahrensschritte vor. Die an dem Verfahren beteiligten Gerichte oder Behörden können nur unter außergewöhnlichen Umständen von diesen Fristen abweichen, beispielsweise in rechtlich oder sachlich komplexen Fällen.
Für die Berechnung der in der Verordnung vorgesehenen Fristen und Termine ist die Verordnung (EWG, Euratom) Nr. 1182/71 anzuwenden.

### Geltungsdauer der vorläufigen Pfändung
Die mit dem Beschluss zur vorläufigen Pfändung gepfändeten Gelder bleiben so gebunden:
- bis der Beschluss widerrufen wird;
- bis die Vollstreckung des Beschlusses beendet ist oder
- bis eine Maßnahme zur Vollstreckung einer gerichtlichen Entscheidung, eines gerichtlichen Vergleichs oder einer öffentlichen Urkunde, die bzw. den der Gläubiger hinsichtlich der durch den Beschluss zur vorläufigen Pfändung zu sichernden Forderung erwirkt hat, in Bezug auf die durch den Beschluss vorläufig gepfändeten Gelder wirksam wird.[31]

## Rechtsgrundlage
Rechtsgrundlage für die Erlassung dieser VO ist die Ermächtigung der Europäischen Union den Bereich des Raums der Freiheit, der Sicherheit und des Rechts, in dem der freie Personenverkehr gewährleistet ist, zu erhalten und weiterzuentwickeln. Die VO zur vorläufigen Kontenpfändung ist Teil von Maßnahmen zum schrittweisen Aufbau eines solchen Raums im Bereich der justiziellen Zusammenarbeit in Zivilsachen, die einen grenzüberschreitenden Bezug aufweisen. Daraus ergibt sich, dass die Europäische Union Maßnahmen erlassen kann, insbesondere wenn dies für das reibungslose Funktionieren des Binnenmarkts erforderlich ist. Die Verordnung wurde auf Artikel 81 Absatz 2 des Vertrags über die Arbeitsweise der Europäischen Union (AEUV) gestützt.

## Aufbau der Verordnung
- KAPITEL 1 (GEGENSTAND, ANWENDUNGSBEREICH UND BEGRIFFSBESTIMMUNGEN)
  - Artikel 1 (Gegenstand)
  - Artikel 2 (Anwendungsbereich)
  - Artikel 3 (Grenzüberschreitende Rechtssachen)
  - Artikel 4 (Begriffsbestimmungen)
- KAPITEL 2 (VERFAHREN ZUR ERWIRKUNG EINES BESCHLUSSES ZUR VORLÄUFIGEN PFÄNDUNG)
  - Artikel 5 (Verfügbarkeit)
  - Artikel 6 (Zuständigkeit)
  - Artikel 7 (Bedingungen für den Erlass eines Beschlusses zur vorläufigen Pfändung)
  - Artikel 8 (Antrag auf Erlass eines Beschlusses zur vorläufigen Pfändung)
  - Artikel 9 (Beweisaufnahme)
  - Artikel 10 (Einleitung des Verfahrens in der Hauptsache)
  - Artikel 11 (Verfahren ohne vorherige Anhörung des Antragsgegners)
  - Artikel 12 (Sicherheitsleistung des Gläubigers)
  - Artikel 13 (Haftung des Gläubigers)
  - Artikel 14 (Antrag auf Einholung von Kontoinformationen)
  - Artikel 15 (Zinsen und Kosten)
  - Artikel 16 (Parallele Anträge)
  - Artikel 17 (Entscheidung über den Antrag auf Erlass eines Beschlusses zur vorläufigen Pfändung)
  - Artikel 18 (Für die Entscheidung über einen Antrag auf Erlass eines Beschlusses zur vorläufigen Pfändung geltende Fristen)
  - Artikel 19 (Form und Inhalt des Beschlusses zur vorläufigen Pfändung)
  - Artikel 20 (Geltungsdauer der vorläufigen Pfändung)
  - Artikel 21 (Rechtsbehelf gegen eine Ablehnung des Antrags auf Erlass eines Beschlusses zur vorläufigen Pfändung)
- KAPITEL 3 (ANERKENNUNG, VOLLSTRECKBARKEIT UND VOLLSTRECKUNG DES BESCHLUSSES ZUR VORLÄUFIGEN PFÄNDUNG)
  - Artikel 22 (Anerkennung und Vollstreckbarkeit)
  - Artikel 23 (Vollstreckung des Beschlusses zur vorläufigen Pfändung)
  - Artikel 24 (Ausführung des Beschlusses zur vorläufigen Pfändung)
  - Artikel 25 (Erklärung betreffend die vorläufige Pfändung von Geldern)
  - Artikel 26 (Haftung der Bank)
  - Artikel 27 (Pflicht des Gläubigers, die Freigabe überschüssiger vorläufig gepfändeter Beträge zu beantragen)
  - Artikel 28 (Zustellung an den Schuldner)
  - Artikel 29 (Übermittlung von Schriftstücken)
  - Artikel 30 (Vorläufige Pfändung bei Gemeinschaftskonten und Treuhandkonten)
  - Artikel 31 (Von der vorläufigen Pfändung ausgenommene Beträge)
  - Artikel 32 (Rang des Beschlusses zur vorläufigen Pfändung)
- KAPITEL 4 (RECHTSBEHELFE)
  - Artikel 33 (Rechtsbehelf des Schuldners gegen den Beschluss zur vorläufigen Pfändung)
  - Artikel 34 (Rechtsbehelfe des Schuldners gegen die Vollstreckung des Beschlusses zur vorläufigen Pfändung)
  - Artikel 35 (Sonstige Rechtsbehelfe für den Gläubiger und den Schuldner)
  - Artikel 36 (Verfahren für die Rechtsbehelfe gemäß den Artikeln 33, 34 und 35)
  - Artikel 37 (Rechtsmittel gegen Entscheidungen über den Rechtsbehelf)
  - Artikel 38 (Sicherheitsleistung anstelle der vorläufigen Pfändung)
  - Artikel 39 (Rechte Dritter)
- KAPITEL 5 (ALLGEMEINE BESTIMMUNGEN)
  - Artikel 40 (Legalisation oder ähnliche Förmlichkeiten)
  - Artikel 41 (Rechtliche Vertretung)
  - Artikel 42 (Gerichtsgebühren)
  - Artikel 43 (Den Banken entstehende Kosten)
  - Artikel 44 (Von den Behörden erhobene Gebühren)
  - Artikel 45 (Fristen)
  - Artikel 46 (Verhältnis zum nationalen Prozessrecht)
  - Artikel 47 (Datenschutz)
  - Artikel 48 (Verhältnis zu anderen Rechtsakten)
  - Artikel 49 (Sprachenregelung)
  - Artikel 50 (Von den Mitgliedstaaten bereitzustellende Informationen)
  - Artikel 51 (Erstellung und spätere Änderung der Formblätter)
  - Artikel 52 (Ausschussverfahren)
  - Artikel 53 (Überwachung und Überprüfung)
- KAPITEL 6 (SCHLUSSBESTIMMUNGEN)
  - Artikel 54 (Inkrafttreten)

## Inkrafttreten
Gemäß Artikel 54 der VO tritt diese am zwanzigsten Tag nach ihrer Veröffentlichung im Amtsblatt der Europäischen Union in Kraft und gilt seit dem 18. Januar 2017 – mit Ausnahme des Artikels 50 – der ab dem 18. Juli 2016 gilt.
Die Verordnung ist somit inzwischen in allen ihren Teilen verbindlich und gilt gemäß den Unionsverträgen unmittelbar in den Unionsmitgliedstaaten, mit Ausnahme des Vereinigten Königreichs und Dänemark.

## Österreich
Der österreichische Gesetzgeber hat die Anwendung der Bestimmungen der EuKoPfVO auch auf rein innerstaatliche Sachverhalte angeordnet, wenn sich das vorläufig zu pfändende Bankkonto, das zuständige Gericht und der Wohnsitz des Gläubigers im Inland befinden, also kein weiterer grenzüberschreitender Bezug vorliegt (§ 422 Abs. 3 EO).